# 갑천대교
갑천대교(Gapcheondaegyo)는 대전광역시 유성구 봉명동과 대전광역시 서구 월평동을 연결하며 갑천을 가로지르는 총 연장 222m의 교량이다.

## 접속도로
갑천대교는 서구 월평동에서 천변도시고속화도로와 접속한다.